# جیم برک (تهیه‌کننده فیلم)
جیم برک (به انگلیسی: Jim Burke) تهیه‌کننده فیلم آمریکایی است. در سال ۲۰۱۹ وی برنده جایزه اسکار بهترین فیلم برای تهیه‌کنندگی فیلم کتاب سبز شد.